# Wonheung (métro de Séoul)
Wonheung  (en coréen : 원흥역) est une station de la ligne 3 du métro de Séoul. Elle est située à Goyang (au nord-ouest de Séoul) dans la province Gyeonggi en Corée du Sud.

## Situation sur le réseau

Plan du réseau (2023)

## Histoire
La station Wonheung est mise en service le 27 décembre 2014.

## Services aux voyageurs

### Desserte

Installations
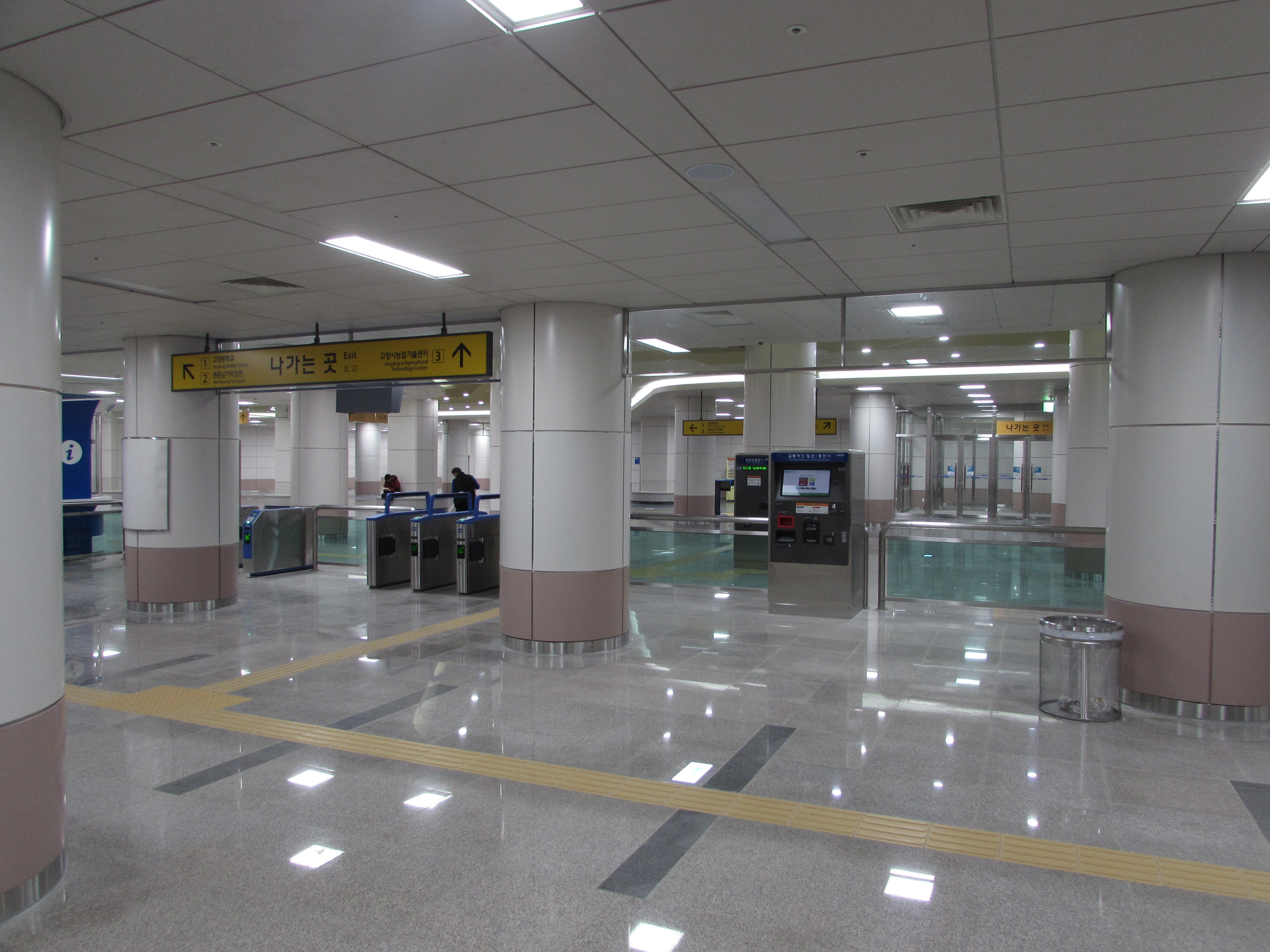
En 2014.
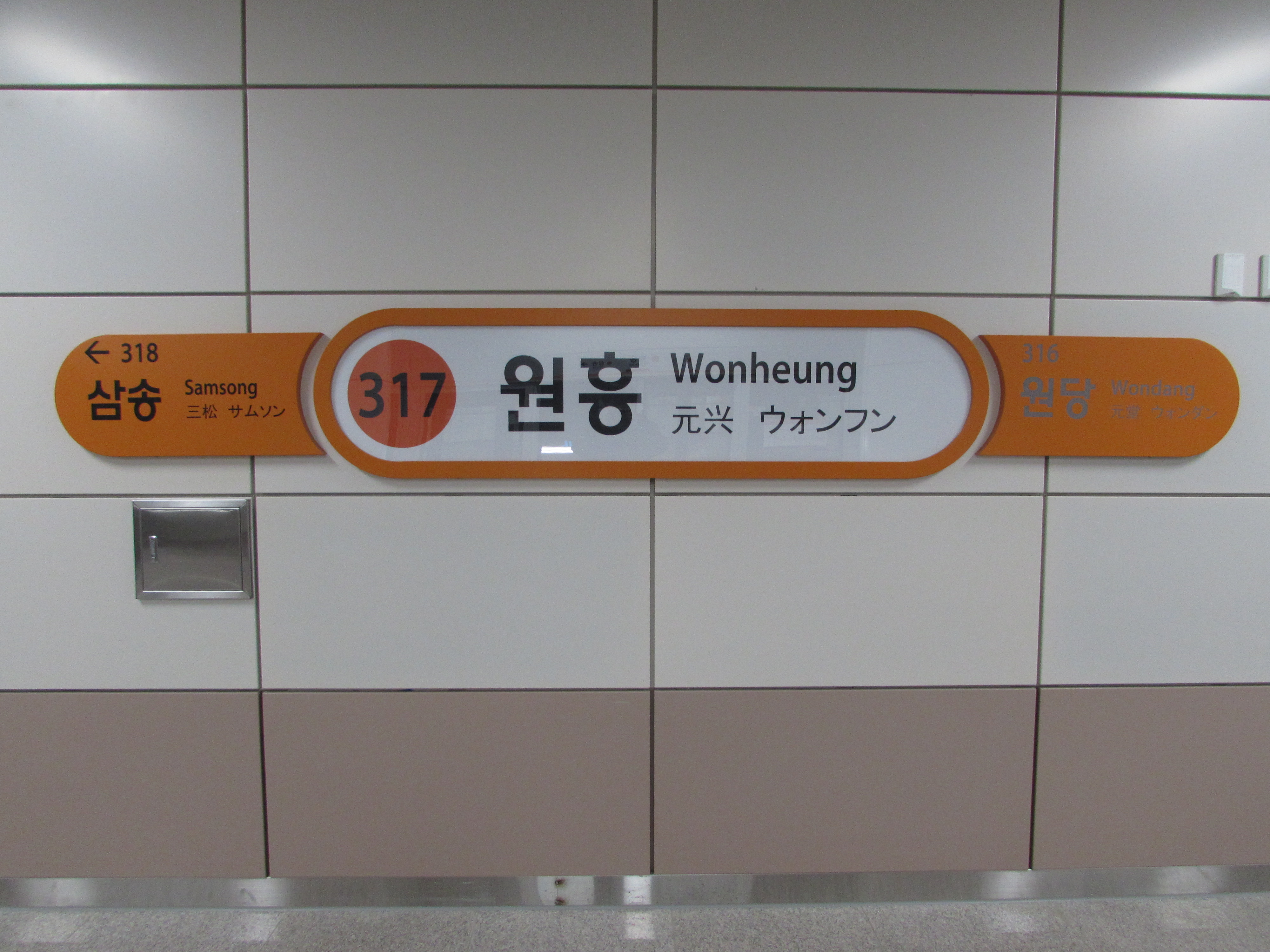
En 2014.
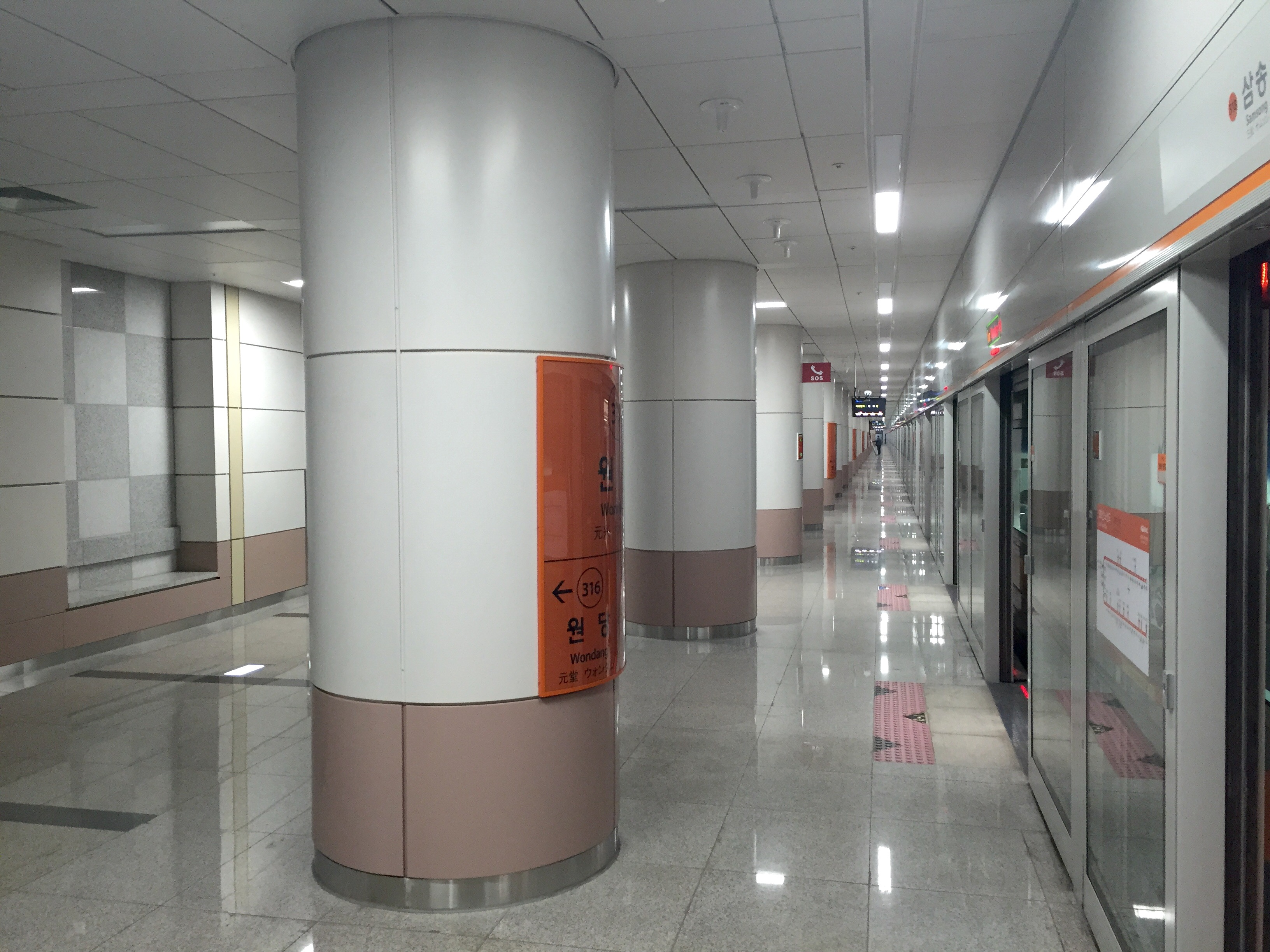
En 2015.